# Irish League 1927-1928
L'Irish League 1927-1928 è stata la 34ª edizione della prima divisione del campionato nordirlandese di calcio.
Il campionato era formato da quattordici squadre e il Belfast Celtic vinse il titolo.

## Classifica finale
| Pos. | Squadra        | G  | V  | N | P  | GF  | GS | Punti |
| ---- | -------------- | -- | -- | - | -- | --- | -- | ----- |
| 1    | Belfast Celtic | 26 | 20 | 5 | 1  | 101 | 35 | 45    |
| 2    | Linfield       | 26 | 18 | 5 | 3  | 88  | 34 | 41    |
| 3    | Newry Town     | 26 | 13 | 7 | 6  | 55  | 30 | 33    |
| 4    | Larne          | 26 | 13 | 4 | 9  | 63  | 55 | 30    |
| 5    | Glentoran      | 26 | 12 | 5 | 9  | 63  | 65 | 29    |
| 6    | Coleraine      | 26 | 12 | 3 | 11 | 57  | 60 | 27    |
| 7    | Distillery     | 26 | 9  | 7 | 10 | 45  | 44 | 25    |
| 8    | Portadown      | 26 | 10 | 3 | 13 | 61  | 58 | 23    |
| 9    | Glenavon       | 26 | 9  | 5 | 12 | 63  | 68 | 23    |
| 10   | Bangor         | 26 | 9  | 5 | 12 | 57  | 69 | 23    |
| 11   | Ards           | 26 | 8  | 5 | 13 | 54  | 69 | 21    |
| 12   | Queen's Island | 26 | 5  | 7 | 14 | 46  | 70 | 17    |
| 13   | Barn           | 26 | 5  | 4 | 17 | 38  | 91 | 14    |
| 14   | Cliftonville   | 26 | 5  | 3 | 18 | 29  | 72 | 13    |

G = Partite giocate; V = Vittorie; N = Nulle/Pareggi; P = Perse; GF = Goal fatti; GS = Goal subiti; 